# Víctor Guzmán
Víctor Alfonso Guzmán Guzmán (Guadalajara, 3 de fevereiro de 1995) é um futebolista mexicano que atua como meio-campo. Atualmente defende o Pachuca.

## Carreira
Víctor Guzmán fez parte da Seleção Mexicana de Futebol nas Olimpíadas de 2016.

## Títulos
Pachuca
- Liga MX: Clausura 2016
- Liga dos Campeões da CONCACAF: 2016–17

Seleção Mexicana
- Campeonato da CONCACAF Sub-20: 2015
- Torneio Pré-Olímpico Masculino da CONCACAF: 2015
- Copa Ouro da CONCACAF: 2023